# OBERIU
OBERIU (acrônimo de Associação de Arte Real, em língua russa) foi um agrupamento literário de vanguarda criado pelos poetas russos Daniil Kharms e Alexander Vvedensky e lançado através de um manifesto no final de 1927, na cidade de Leningrado.
Primeiramente estes dois poetas haviam criado o Árvores Planas, um ramo do movimento Zaum que derivou do contato com a União dos Poetas de Toda a Rússia, fundada por Vassíli Kamiênski e Vadim Shershenevich. Além de Kharms e Vvendensky, faziam também parte do grupo OBERIU os poetas Nicolai Oleinikov, Nicolai Zabolótzki, Igor Bakhterev, estando próximos do grupo outros artistas como o pintor Malevich, o pintor e poeta Filonov e o poeta e romancista Konstantin Vaginov.
O grupo fazia apresentações públicas em universidades, bares, acampamentos militares, em que liam poemas, faziam intervenções e representações, causando impacto com suas manifestações bombásticas com frases do tipo "Deve escrever-se poesia de tal forma que se atirarmos um poema contra a janela partimos o vidro", de Daniil Kharms.
As noites agitadas do OBERIU chamaram a atenção das autoridades e começaram a aparecer vários artigos em jornais criticando o grupo e as suas apresentações.
Em Abril de 1930, após uma apresentação do Oberiu num dormitório da Universidade de Leningrado e mais um artigo violento em que eram chamados de "arruaceiros literários", o grupo terminou a sua atividade, sendo seus membros perseguidos pelo poder a partir de então.
Kharms, inicialmente, foi preso na véspera do ano-novo de 1931 com todo o corpo editorial da revista de literatura infantil na qual passou a trabalhar para sobreviver, acusado de "distrair as pessoas da construção do Socialismo através de versos trans-racionais", ou seja, por escrever em Zaum. Em 1937, o poeta Nikolai Oleinikov é preso e fuzilado no mês de novembro do mesmo ano. Em 1938, Zabolótzky é enviado para um campo de trabalho na Sibéria. Em 22 de agosto de 1941, Kharms, libertado mas ainda peseguido profissionalmente, é preso em sua casa e enviado para uma prisão da polícia política e mais tarde para um hospital-prisão, sendo Vvedensky preso um mês depois. Alexander Vvedensky morreria antes do final do ano na prisão, sob circunstâncias desconhecidas. Em 2 de Fevereiro de 1942, Daniil Kharms acaba por morrer de fome na prisão.
Além de produzir um importante trabalho pós-futurista em poesia, o grupo produziu uma dramaturgia considerada precursora do Teatro do Absurdo da obra de Eugene Ionesco.